# Kawther Akrémi
Kawther Akrémi, née le 30 septembre 1958, est une athlète tunisienne.

## Carrière
Kawther Akrémi est médaillée d'argent du saut en hauteur aux Jeux africains de 1978 puis remporte aux la médaille d'or championnats d'Afrique de 1979. Aux championnats panarabes de 1979, elle remporte le titre en saut en hauteur et en saut en longueur.
Elle obtient la médaille d'or du saut en hauteur et la médaille de bronze sur 100 mètres haies aux championnats panarabes de 1981 ; elle est médaillée d'or du saut en hauteur, médaillée d'argent du saut en longueur et médaillée de bronze sur 100 mètres haies aux championnats panarabes de 1983.
Aux championnats d'Afrique de 1985 et aux championnats panarabes de 1987, elle obtient la médaille d'argent du saut en hauteur.